# Elektriska stolen

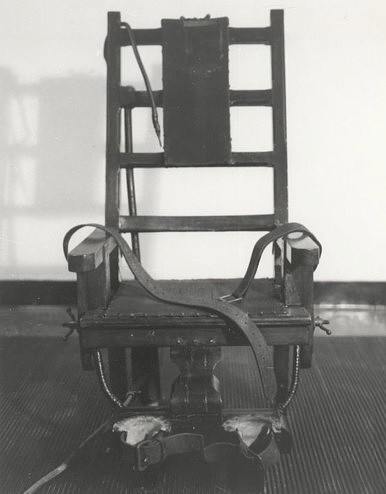
Elektriska stolen "Old Sparky" från Sing Sing-fängelset

Avrättning med elektriska stolen i USA.
Alternativ metod.
Har tidigare använt metoden.
Har aldrig använt metoden.

Elektriska stolen är en metod för avrättning. Den dömde spänns fast i stolen, vakterna fäster fuktade kopparelektroder och en fuktig svamp på fångens huvud och ena ben, varefter elektrisk ström med hög spänning leds genom den dömdes kropp till dess att döden inträder. Efter en avrättning med elektriska stolen är kroppen så het att man inte kan vidröra den.

## Historia
Konceptet att använda elektricitet som avrättningsmetod lanserades av mekanikern och tandläkaren Alfred P. Southwick från Buffalo i staten New York i USA. Southwick fick idén 1881 efter en olycka vid en generatorstation i hemstaden, när en man mötte en ögonblicklig död då han fick ström genom kroppen. Efter arbete med bland annat djurförsök kontaktade Southwick Thomas Edison för att få hjälp med det elektriska. Edison, som egentligen var motståndare till dödsstraffet, avböjde men rekommenderade istället sin konkurrent George Westinghouse som arbetade med växelström. Edison ville nämligen påvisa att växelström var farligare än likström och elektriska stolen blev en del av det så kallade strömkriget. När Westinghouse hade dragit sig ur projektet lär Edison i hemlighet ha finansierat den självlärde elektroingenjören Harold P. Brown som vidareutvecklade en stol med växelström, med Westinghouses generatorer men utan dennes medgivande. (Som slanguttryck användes länge Westinghousad för avrättad i elektriska stolen.) Brown arbetade som konsult åt staten New York när man beslutat införa elektriska stolen och slutligen var det tre av dennes stolar som inköptes.
Elektriska stolen användes första gången för att avrätta en människa den 6 augusti 1890. Det skedde vid avrättningen av William Kemmler i fängelset i Auburn, New York.
Den senaste att avrättas i elektriska stolen var Edmund Zagorski som avrättades i Tennessee den 1 november 2018 för ett dubbelmord begånget 1983.
Användandet av den elektriska stolen har minskat drastiskt i USA och det är endast ett fåtal delstater som använder den elektriska stolen som avrättningsmetod.
Elektriska stolen är fortfarande laglig i delstaterna Alabama, Florida, South Carolina, Kentucky, Tennessee och  Virginia, men finns där bara som ett alternativ till giftinjektion (lethal injection), den dömde får därmed välja mellan giftinjektion och elektriska stolen.

## Elektriska stolen i litteraturen
Avrättningsmetoden spelar en central roll i Stephen Kings Den gröna milen, som lagts till grund för filmen med samma namn.

## Populärmusik
- Nick Cave kallar den elektriska stolen för "The Mercy Seat" (nådastolen) i sången med samma namn.
- En bild av elektriska stolen finns på omslaget till Metallicas Album Ride the lightning som till stor del handlar om döden.
- En bild av en elektrisk stol finns på omslaget till Electric Light Orchestras "Face the Music"
- En bild av elektriska stolen finns på omslaget till The Sharks "Recreational Killer".
- Frank Zappas musikvideo till låten You Are What You Is från 1984 blev kontroversiell då den innehåller en person föreställandes Ronald Reagan (USA:s dåvarande president) sittande i en elektrisk stol.
- Texten i det svenska bandet KSMB:s låt 70.000 volt anspelar på en avrättning via elektriska stolen.

## Filmer
- I filmen Picassos äventyr ska Picasso (Gösta Ekman) avrättas för att ha tillhandahållit förbjuden konst. Eftersom säkringarna har gått fungerar inte stolen och avrättningen går helt överstyr sedan elektrikern Grieg (Rolv Wesenlund) donat med proppskåpet.

## Fotnoter
1. ↑  Southwick, Alfred Porter American National Biography Online